# Rudersdorf (Türingia)
Rudersdorf település Németországban, azon belül Türingiában. Lakosainak száma 328 fő (2017. december 31.). Rudersdorf Buttstädt, Bad Sulza és Ilmtal-Weinstraße községekkel határos.

## Népesség
A település népességének változása:

| 2017 | 328 |